# Малая сова Балзаса
Малая сова Балзаса (лат. Megascops seductus) — вид птиц рода Megascops семейства совиных. Подвидов не выделяют. Встречается в Мексике.

## Описание
Длина представителей данного вида — от 24 до 27 см, масса — от 150 до 174 г. Лицевой диск серовато-коричневый с коричневатыми отметинами и более тёмной каймой. Темя и верхняя часть туловища также серовато-коричневые. На закрытом крыле видны две полосы беловатых пятен.

## Распространение и среда обитания
Малая сова Балзаса является эндемиком внутренних юго-западных районов Мексики. Ареал сосредоточен в долине реки Бальсас от юга Халиско на юго-восток до центра Герреро. Встречается на высоте от 600 до 1500 м над уровнем моря.

## Образ жизни
Малая сова Балзаса ведет ночной образ жизни. Методы охоты не описаны, в рацион, по-видимому, входят насекомые, другие членистоногие и мелкие позвоночные. О фенологии размножения малой совы Балзаса известно очень мало.